# Учитель, Борис Львович
Борис Львович Учитель (7 ноября 1933, Харьков, СССР — 16 марта 2012, Подольск, Россия) — советский тренер по борьбе классического стиля. Мастер спорта СССР (1957).

## Биография
Родился в Харькове в 1933 году, в 1942 году переехал в Подольск.
Окончил ремесленное училище подольского завода имени Калинина, с 1949 года работал на заводе токарем, слесарем и юстировщиком счетно-пишущих машин.
Участвовал в соревнованиях по классической борьбе, выступал на первенствах РСФСР и СССР. Представлял общество «Динамо».
В 1951 году перешёл на тренерскую работу по борьбе. За время своей работы им было воспитано более 40 мастеров спорта СССР, 2 мастера спорта международного класса, десятки победителей и призёров первенств СССР и РСФСР. В числе учеников Бориса Учителя был чемпион Европы по классической борьбе Владислав Ивлев.
Возглавлял сборную Московской области по борьбе, дважды с командой выигрывал золотые медали Спартакиады народов СССР. Был членом президиума Федерации борьбы РСФСР. Позднее работал директором спортивного зала в ДК имени Лепсе.
В 2004 году Борису Учителю было присвоено звание почётного гражданина города Подольска.
Скончался Борис Учитель 16 марта 2012 года.
На доме 28А по улице Юбилейной, где он жил, установлена памятная доска. С 2013 года в Подольске проходит юношеский турнир, посвящённый памяти Бориса Учителя.